# Essence of Eucalyptus
Essence of Eucalyptus je čtyřpísňové extended play amerického hudebníka Davida Portnera, který vystupuje pod pseudonymem Avey Tare. Vydáno bylo 3. července roku 2018 společností Domino Records, a to pouze v digitální podobě. V 7. září toho roku bylo vydáno též na gramofonové desce. Deska obsahuje celkem tři remixy písní z Portnerova předešlého alba Eucalyptus, přičemž každý vytvořil jeden další člen Portnerovy domovské kapely Animal Collective – Noah Lennox (Panda Bear), Brian Weitz (Geologist) a Josh Dibb (Deakin). Čtvrtou nahrávkou na albu jsou spojené písně „PJ“ a „DW aw One for J“ – jde o záznam z koncertu. Na obalu desky spolu s Portnerem spolupracoval Rob Carmichael.

## Seznam skladeb
| Pořadí | Název                                     | Délka |
| ------ | ----------------------------------------- | ----- |
| 1.     | When You Left Me (Geologist remix)        | 11:36 |
| 2.     | Melody Unfair (Panda Bear remix)          | 5:09  |
| 3.     | Ms. Secret (Deakin remix)                 | 7:20  |
| 4.     | PJ / DW aw One for J (koncertní nahrávky) | 7:08  |